# 伊賀上野地震

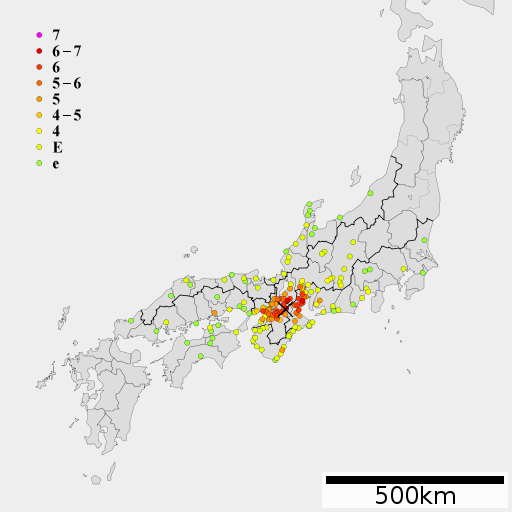
伊賀上野地震的震度分布图

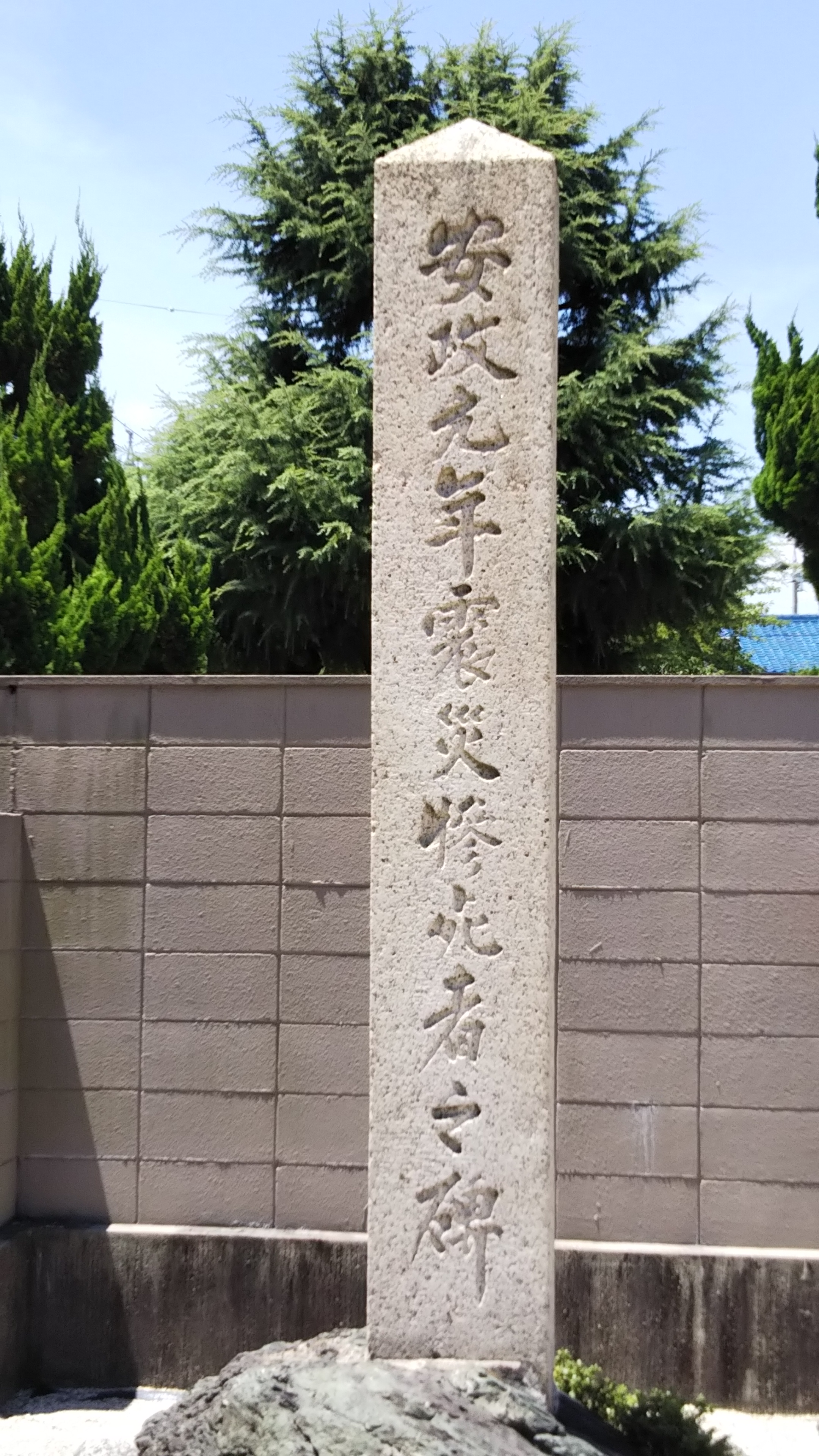
四日市市・建福寺「安政元年地震惨死者之碑」。

伊賀上野地震（日语：いがうえのじしん）是指1854年7月9日（嘉永7年6月15日）發生在日本伊賀國的1场地震。芮氏規模是7.2，最大震度7級（推定）。日本官方調查證實，該次地震受災的關西地區有超過2,500棟建築物損毀，造成了有995人罹難，另外有994人受傷。